# Конрад, Отто
О́тто Ко́нрад (нем. Otto Konrad; род. 1 ноября 1964[…], Грац) — австрийский футболист, игравший на позиции вратаря.

## Клубная карьера
Отто Конрад родился в семье фермера. Начал играть в футбол в раннем возрасте и записался в школу команды «Грацер», начав выступать в юношеском составе. Он мог играть как на позиции вратаря, так и нападающего, но в 16 лет окончательно решил стать вратарём.
В 1981 году он за 20 тысяч австрийских шиллингов перешёл в стан команды «Штурм», противника «Грацера». Он был взят в качестве четвёртого вратаря, а в августе 1984 года в 19-летнем возрасте ввиду травмы первого вратаря дебютировал в основном составе команды.
Благодаря своим способностям к обучению он повышал свой опыт и осенью 1986 года отправился на мастер-класс к опытному голкиперу тех времён Вальтеру Сарии. С 1987 года Конрад закрепился в основе и стал основным вратарём «Штурма». Первым успехом Конрада стал дебют в Кубке УЕФА и четвёртое место в бундеслиге.
В 1991 году он переехал в «Аустрию» из Зальцбурга, ныне известную как «Ред Булл». Именно там раскрылся его талант игрока. Он дважды выиграл титул чемпиона Австрии, вышел в финал Кубка УЕФА, где его команда в упорной борьбе уступила «Интеру». Также он дебютировал в Лиге чемпионов. Звёздным часом Конрада стала игра 15 марта 1994 года в Кубке УЕФА против «Айнтрахта». В той встрече исход решался в серии пенальти, но, несмотря на силу немецкой команды, Конрад парировал два 11-метровых удара и принёс победу австрийцам. Его тренер Маринко Колянин сказал, что это и был важнейший момент в жизни Конрада, который помог ему стать одним из лучших вратарей Австрии.
28 сентября 1994 года Конрад дебютировал в Лиге чемпионов в матче с «Миланом». В матче случилось серьёзное происшествие: кто-то из фанатов «россонери» швырнул бутылку с водой в голову Конрада, и тот получил серьёзную травму. Конрад считался незаменимым игроком основы, и вышедший на замену дублёр пропустил три мяча. «Милан» впоследствии был лишён трёх очков за это, но результат игры и счёт не изменились.
В 1993 и 1994 годах он выигрывал титул лучшего игрока клуба. В сезоне 1994/95 он сам забил гол в матче против команды «Шталь» из города Линца, этот гол стал лучшим голом 1994 года. В 1997 году он отправился в Испанию в команду «Реал Сарагоса», но отыграл там только полтора сезона. В 1999 году он вернулся в Австрию и подписал контракт с клубом «Леобен», но тут же отправился в полугодичную аренду в команду ГАК ввиду травмы основного вратаря команды из «Граца». В 2001 году он покинул «Леобен» и играл в любительском клубе полицейских Зальцбурга с названием ПСВ, где и завершил свою карьеру.
В 2005 и 2006 годах он временно возобновил карьеру, играя в командах «Блау Вайс» и «Оберндорфер», так как основные голкиперы этих команд были травмированы. Ему удалось помочь только «Оберндорферу» сохранить место в чемпионате, а «Блау Вайс» вылетел из Каринтийской лиги.

## Карьера в сборной
С 1986 по 1988 год играл в молодёжной сборной, а 24 мая 1989 года дебютировал в товарищеском матче против сборной Норвегии. С тех пор он не вызывался часто. На чемпионате мира 1990 Конрад был третьим вратарём. В квалификации к Евро-1996 он сыграл несколько игр. В 1994 году он был основным вратарём в течение короткого времени, но получил травму спины и выбыл из строя. Последнюю игру он сыграл в августе 1995 года против Латвии.

## Тренерская карьера
Завершив окончательно карьеру в 2006 году, он возглавил ассоциацию тренеров вратарей Австрии. Работал тренером вратарей. Также работал тренером хоккейной команды «ХКС Сенаторс», с которой выиграл чемпионат города[уточнить].

## Достижения
«Аустрия»
- Чемпион Австрии: 1994, 1995, 1997
- Обладатель Суперкубка Австрии: 1994, 1995
- Финалист Кубка УЕФА: 1994